# Frigole
Frigole is een plaats (frazione) in de Italiaanse gemeente Lecce.